# Проспект Перемоги (Черкаси)
Проспект Перемоги — один з проспектів у місті Черкаси. Один з головних транспортних артерій Південно-Західного мікрорайону.

## Розташування
Вулиця починається від площі Перемоги і простягається на північний захід через весь Південно-Західний мікрорайон. Через кожен кілометр на вулиці збудовані автомобільні кола діаметром по 120 м (у довжину проспекту діаметр не враховується)
Проспект широкий, по три смуги руху в кожен бік, повністю асфальтована.

## Походження назви
Вулиця була утворена 1975 року і названа на честь 30 років перемоги у Другій світовій війні. У 2022 році вулицю було перейменовано на проспект Перемоги, названий на честь перемоги у російсько-українській війні.

## Будівлі
По проспекту розташовані багатоповерхові житлові будинки, Черкаський приладобудівний завод, ТЦ «Епіцентр», дитяча обласна лікарня та багато різних установ. На початку проспекту ліворуч розкинувся парк Перемоги та Черкаський міський зоопарк, по інший бік — Парк «Надія».

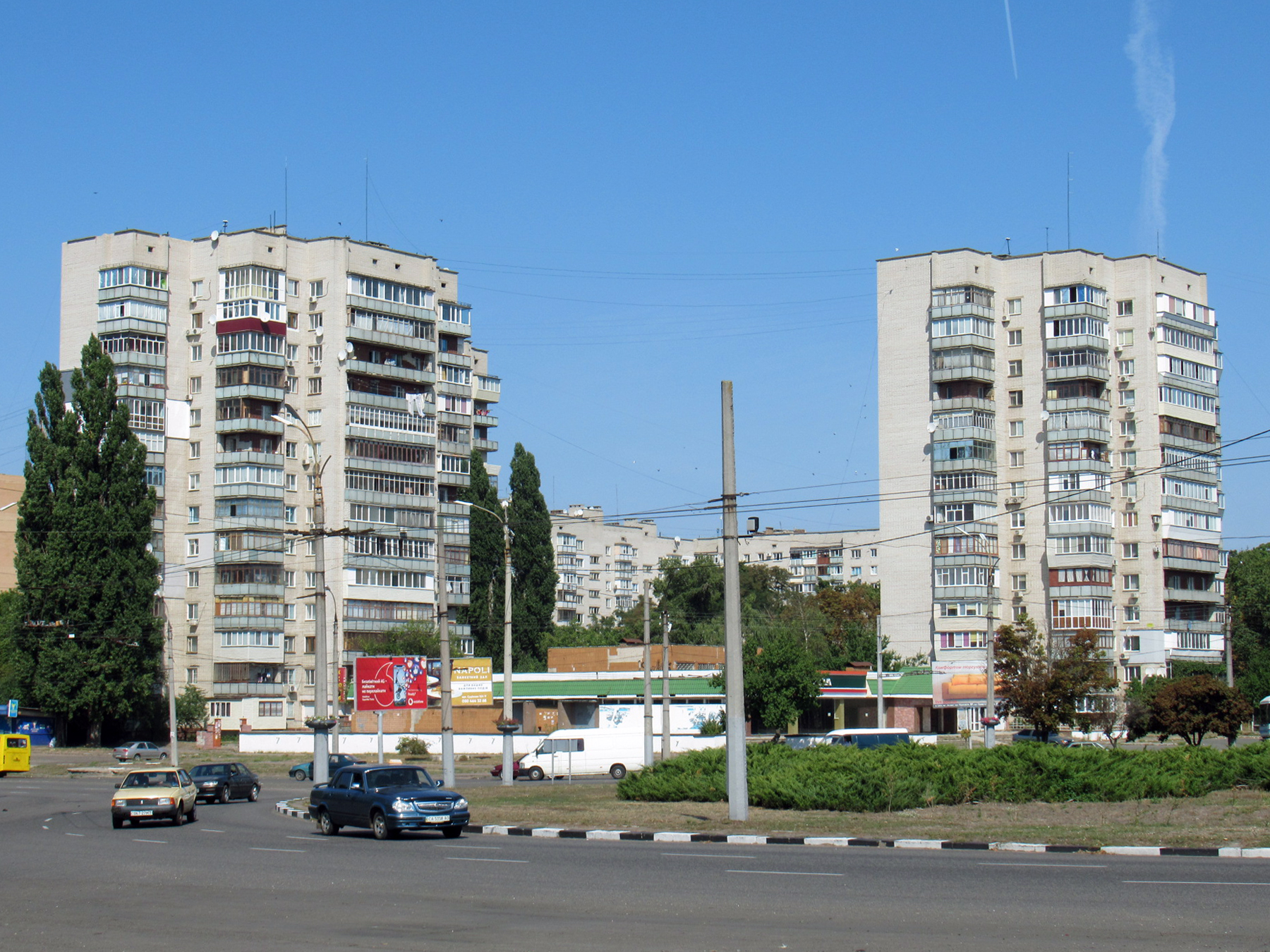
будинки проєкту 124-87-107 просп. Перемоги, 4 і вул. Смілянська, 130
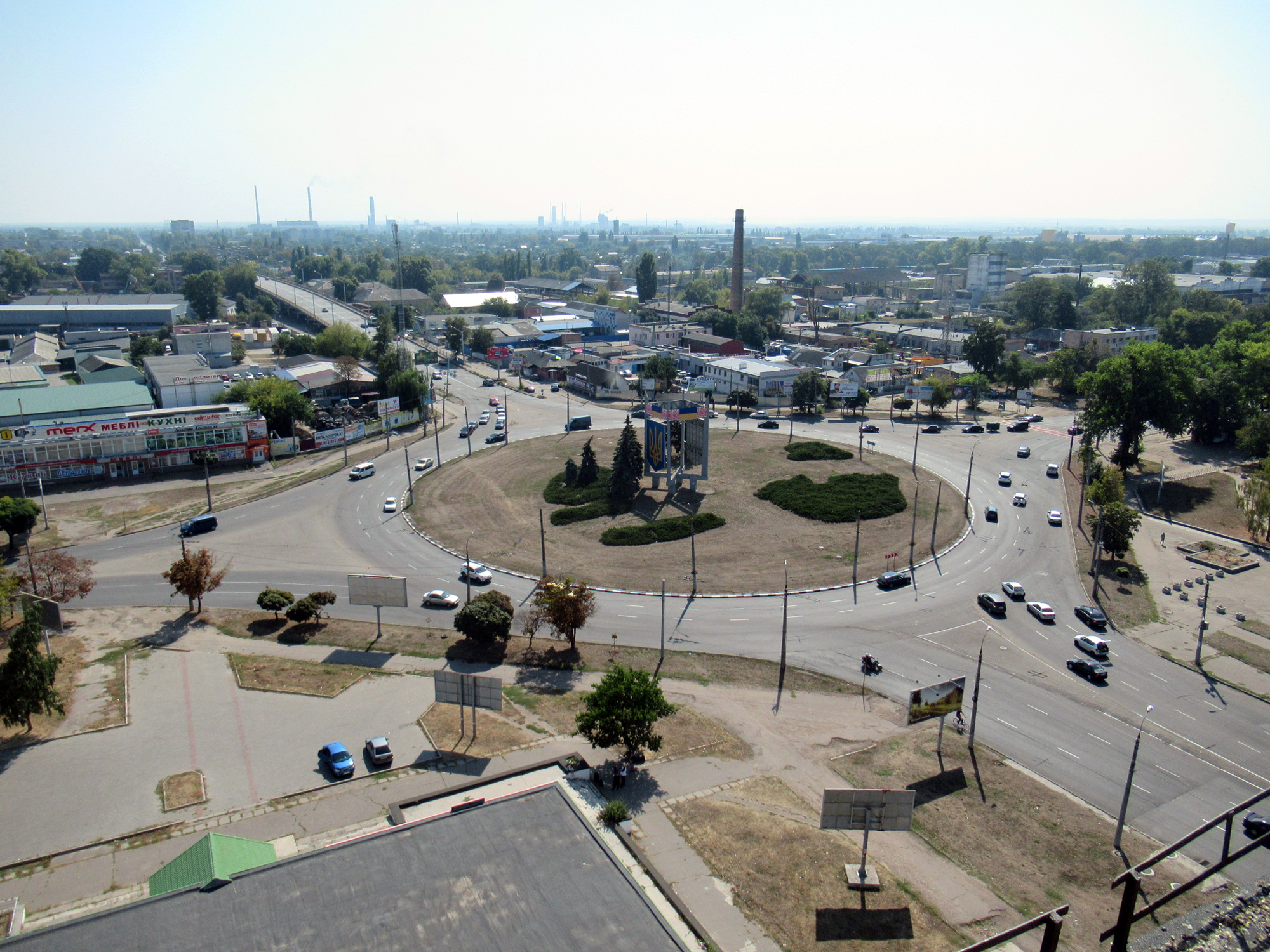
круг на пл. Перемоги, де сходяться вул. Смілянська і проспекти Перемоги і Хіміків